# Signal Records
Signal Records was een Amerikaans platenlabel dat jazz uitbracht. Het label werd in 1955 opgericht door onder meer Don Schlitten en Ira Gitler en was actief tot het eind van de jaren vijftig. Door de zorgvuldig voorbereide opnamesessies en de kwaliteit van de albums met betrekking tot het geluid, het hoesontwerp en de liner notes had het label een grote reputatie onder de jazzcritici. De onderneming bestond echter maar kort en heeft niet zo veel platen uitgebracht. Na het einde van het label werd de catalogus verkocht aan Savoy RecordsSchlitten ging bij Prestige werken en richtte later, in de jaren zeventig, de labels Xanadu Rexords en Cobblestone Records op.
Musici die op het label uitkwamen waren Gigi Gryce, Duke Jordan, Cecil Payne, Red Rodney en Hall Overton.